# Okręg wyborczy Stratford-on-Avon
Okręg wyborczy Stratford-on-Avon powstał w 1885 r. i wysyłał do brytyjskiej Izby Gmin jednego deputowanego. Okręg został zlikwidowany w 1918 r., ale utworzono go ponownie w 1950 r. Okręg położony jest w hrabstwie Warwickshire.

## Deputowani do brytyjskiej Izby Gmin z okręgu Stratford-on-Avon

### Deputowani w latach 1885–1918
- 1885–1886: William Compton, Partia Liberalna
- 1886–1892: Frederick Townsend
- 1892–1895: Algernon Freeman-Mitford
- 1895–1901: Victor Milward
- 1901–1906: Philip Foster
- 1906–1909: Thomas Kincaid-Smith
- 1909–1918: Philip Foster

### Deputowani po 1950
- 1950–1963: John Profumo, Partia Konserwatywna
- 1963–1983: Angus Maude, Partia Konserwatywna
- 1983–1997: Alan Howarth, Partia Konserwatywna, od 1995 r. Partia Pracy
- 1997–2010: John Maples, Partia Konserwatywna
- 2010–2024:  Nadhim Zahawi, Partia Konserwatywna
- od 2024:       Manuela Perteghella(inne języki), Liberalni Demokraci[1]